# Natação no Campeonato Mundial de Esportes Aquáticos de 2015 - 400 m livre masculino
A prova dos 400 metros livre masculino da natação no Campeonato Mundial de Esportes Aquáticos de 2015 ocorreu no 2 de agosto em Cazã na Rússia.

## Recordes
Antes desta competição, os recordes mundiais e do campeonato nesta prova eram os seguintes:
| Tipo                  | Atleta          | Tempo   | Local | Data                |
| --------------------- | --------------- | ------- | ----- | ------------------- |
|                       | Paul Biedermann | 3:40.07 | Roma  | 26 de julho de 2009 |
| Recorde do campeonato | Paul Biedermann | 3:40.07 | Roma  | 26 de julho de 2009 |

## Medalhistas
| Ouro           | Prata           | Bronze              |
| Sun Yang (CHN) | James Guy (GBR) | Ryan Cochrane (CAN) |

## Resultados

### Eliminatórias
Esses foram os resultados das eliminatórias.
| Pos. | Bateria | Raia | Nadador                  | Nacionalidade  | Tempo   | Notas            |
| ---- | ------- | ---- | ------------------------ | -------------- | ------- | ---------------- |
| 1    | 6       | 4    | Sun Yang                 | China          | 3:44.99 | Q                |
| 2    | 6       | 5    | James Guy                | Reino Unido    | 3:45.37 | Q                |
| 3    | 6       | 6    | Ryan Cochrane            | Canadá         | 3:45.86 | Q                |
| 4    | 7       | 3    | Connor Jaeger            | Estados Unidos | 3:46.03 | Q                |
| 5    | 4       | 4    | Wojciech Wojdak          | Polónia        | 3:46.67 | Q                |
| 6    | 6       | 7    | Michael McBroom          | Estados Unidos | 3:46.69 | Q                |
| 7    | 7       | 1    | Péter Bernek             | Hungria        | 3:46.83 | Q                |
| 8    | 6       | 1    | Clemens Rapp             | Alemanha       | 3:47.19 | Q                |
| 9    | 6       | 2    | Florian Vogel            | Alemanha       | 3:47.34 |                  |
| 10   | 7       | 5    | David McKeon             | Austrália      | 3:47.36 |                  |
| 11   | 7       | 4    | Mack Horton              | Austrália      | 3:47.37 |                  |
| 12   | 5       | 9    | Filip Zaborowski         | Polónia        | 3:47.59 |                  |
| 13   | 6       | 9    | Henrik Christiansen      | Noruega        | 3:47.71 |                  |
| 14   | 7       | 6    | Nicholas Grainger        | Reino Unido    | 3:47.95 |                  |
| 15   | 5       | 2    | Akram Ahmed              | Egito          | 3:48.07 | Recorde nacional |
| 16   | 5       | 8    | Marwan El-Kamash         | Egito          | 3:48.15 |                  |
| 17   | 7       | 9    | Mads Glæsner             | Dinamarca      | 3:48.78 |                  |
| 18   | 7       | 2    | Myles Brown              | África do Sul  | 3:48.86 |                  |
| 19   | 6       | 3    | Velimir Stjepanović      | Sérvia         | 3:49.49 |                  |
| 20   | 5       | 1    | Felix Auböck             | Áustria        | 3:50.04 |                  |
| 21   | 4       | 8    | Nezir Karap              | Turquia        | 3:50.07 |                  |
| 21   | 5       | 5    | Miguel Durán             | Espanha        | 3:50.07 |                  |
| 23   | 5       | 4    | Jeremy Bagshaw           | Canadá         | 3:50.54 |                  |
| 24   | 3       | 4    | Cristian Quintero        | Venezuela      | 3:50.89 |                  |
| 25   | 7       | 0    | Damien Joly              | França         | 3:50.89 |                  |
| 26   | 4       | 6    | Li Yunqi                 | China          | 3:51.30 |                  |
| 27   | 7       | 7    | Andrea Mitchell D'Arrigo | Itália         | 3:51.31 |                  |
| 28   | 3       | 3    | Martin Bau               | Eslovênia      | 3:51.44 |                  |
| 29   | 4       | 1    | Marcelo Acosta           | El Salvador    | 3:51.45 |                  |
| 30   | 5       | 0    | Ahmed Mathlouthi         | Tunísia        | 3:51.46 |                  |

| Ver o restante da classificação | Ver o restante da classificação | Ver o restante da classificação | Ver o restante da classificação | Ver o restante da classificação | Ver o restante da classificação | Ver o restante da classificação |
| Pos.                            | Bateria                         | Raia                            | Nadador                         | Nacionalidade                   | Tempo                           | Notas                           |
| ------------------------------- | ------------------------------- | ------------------------------- | ------------------------------- | ------------------------------- | ------------------------------- | ------------------------------- |
| 31                              | 4                               | 5                               | Lander Hendrickx                | Bélgica                         | 3:51.61                         |                                 |
| 32                              | 3                               | 2                               | Richard Nagy                    | Eslováquia                      | 3:51.63                         |                                 |
| 33                              | 5                               | 7                               | David Brandl                    | Áustria                         | 3:51.83                         |                                 |
| 34                              | 5                               | 6                               | Aleksandr Krasnykh              | Rússia                          | 3:51.93                         |                                 |
| 35                              | 6                               | 0                               | Tsubasa Amai                    | Japão                           | 3:52.06                         |                                 |
| 36                              | 4                               | 9                               | Ido Haber                       | Israel                          | 3:52.08                         | Recorde nacional                |
| 37                              | 7                               | 8                               | Ferry Weertman                  | Países Baixos                   | 3:52.18                         |                                 |
| 38                              | 3                               | 5                               | Martin Naidich                  | Argentina                       | 3:52.43                         |                                 |
| 39                              | 5                               | 3                               | Mykhailo Romanchuk              | Ucrânia                         | 3:52.76                         |                                 |
| 40                              | 4                               | 7                               | Matias Koski                    | Finlândia                       | 3:52.86                         |                                 |
| 41                              | 2                               | 2                               | Christian Bayo                  | Porto Rico                      | 3:53.61                         |                                 |
| 42                              | 4                               | 3                               | Serhiy Frolov                   | Ucrânia                         | 3:53.64                         |                                 |
| 43                              | 6                               | 8                               | Jan Micka                       | Chéquia                         | 3:53.79                         |                                 |
| 44                              | 4                               | 0                               | Jean-Baptiste Febo              | Suíça                           | 3:54.47                         |                                 |
| 45                              | 2                               | 6                               | Sven Arnar Saemundsson          | Croácia                         | 3:55.43                         |                                 |
| 46                              | 3                               | 7                               | Alexei Sancov                   | Moldávia                        | 3:55.83                         |                                 |
| 47                              | 4                               | 2                               | Matthew Stanley                 | Nova Zelândia                   | 3:56.71                         |                                 |
| 48                              | 3                               | 6                               | Mateo de Angulo                 | Colômbia                        | 3:57.01                         |                                 |
| 49                              | 3                               | 0                               | Tomas Peribonio                 | Equador                         | 3:57.21                         |                                 |
| 50                              | 3                               | 1                               | Yeo Kai Quan                    | Singapura                       | 3:57.44                         |                                 |
| 51                              | 2                               | 5                               | Alin Artimon                    | Roménia                         | 3:57.79                         |                                 |
| 52                              | 1                               | 5                               | Khader Baqlah                   | Jordânia                        | 3:58.71                         |                                 |
| 53                              | 2                               | 4                               | Sim Wee Sheng Welson Sim        | Malásia                         | 3:58.75                         |                                 |
| 54                              | 2                               | 0                               | Irakli Revishvili               | Geórgia                         | 4:00.68                         |                                 |
| 55                              | 2                               | 8                               | Luis Ventura                    | México                          | 4:00.79                         |                                 |
| 56                              | 2                               | 1                               | Tanakrit Kittiya                | Tailândia                       | 4:01.59                         |                                 |
| 57                              | 3                               | 8                               | Jessie Lacuna                   | Filipinas                       | 4:01.61                         |                                 |
| 58                              | 2                               | 3                               | Raphaël Stacchiotti             | Luxemburgo                      | 4:01.63                         |                                 |
| 59                              | 2                               | 7                               | Ensar Hajder                    | Bósnia e Herzegovina            | 4:02.41                         |                                 |
| 60                              | 3                               | 9                               | Saurabh Sangvekar               | Índia                           | 4:02.57                         |                                 |
| 61                              | 2                               | 9                               | Alex Sobers                     | Barbados                        | 4:05.07                         |                                 |
| 62                              | 1                               | 4                               | Iacovos Hadjiconstantinou       | Chipre                          | 4:06.38                         |                                 |
| 63                              | 1                               | 3                               | Geoffrey Butler                 | Ilhas Caimã                     | 4:07.41                         |                                 |
| 64                              | 1                               | 7                               | Klavio Meca                     | Albânia                         | 4:08.18                         |                                 |
| 65                              | 1                               | 6                               | Ahmed Gebrel                    | Palestina                       | 4:09.97                         |                                 |
| 66                              | 1                               | 2                               | Brandon Schuster                | Samoa                           | 4:15.30                         |                                 |
| 67                              | 1                               | 1                               | Haris Bandey                    | Paquistão                       | 4:31.90                         |                                 |
| 68                              | 1                               | 8                               | Andrianirina Lalanomena         | Madagáscar                      | 4:49.08                         |                                 |

### Final
Esse foi o resultado da final. 
| Pos.              | Raia | Nadador         | Nacionalidade  | Tempo   | Notas            |
| ----------------- | ---- | --------------- | -------------- | ------- | ---------------- |
| Medalha de ouro   | 4    | Sun Yang        | China          | 3:42.58 |                  |
| Medalha de prata  | 5    | James Guy       | Reino Unido    | 3:43.75 | Recorde nacional |
| Medalha de bronze | 3    | Ryan Cochrane   | Canadá         | 3:44.59 |                  |
| 4                 | 6    | Connor Jaeger   | Estados Unidos | 3:44.81 |                  |
| 5                 | 1    | Péter Bernek    | Hungria        | 3:46.29 |                  |
| 6                 | 2    | Wojciech Wojdak | Polónia        | 3:46.81 |                  |
| 7                 | 8    | Clemens Rapp    | Alemanha       | 3:48.52 |                  |
| 8                 | 7    | Michael McBroom | Estados Unidos | 3:51.94 |                  |

Legenda
| Recorde mundial       | Recorde mundial (World record)               |                       | Recorde africano                      | Recorde africano (African) |                                           | Q | Classificado por posição (Qualified) |
| Recorde do campeonato | Recorde do campeonato (Championship record)  | Recorde da América    | Recorde da América (Americas)         | q                          | Classificado por melhor tempo (Qualified) |   |                                      |
| Melhor marca do ano   | Melhor marca do ano (World leading)          | Recorde asiático      | Recorde asiático (Asian)              | DNS                        | Não largou (Did not start)                |   |                                      |
| Recorde nacional      | Recorde nacional (National record)           | Recorde europeu       | Recorde europeu (European)            | DNF                        | Não terminou (Did not finish)             |   |                                      |
| Recorde pessoal       | Recorde pessoal do atleta (Personal best)    | Recorde da Oceania    | Recorde da Oceania (Oceania)          | DSQ / DQ                   | Desclassificado (Disqualified)            |   |                                      |
| Recorde da temporada  | Recorde da temporada do atleta (Season best) | Recorde sul-americano | Recorde sul-americano (South America) | NM                         | Sem marca (No mark)                       |   |                                      |